# 安九域
安九域（1539年—？），字于統，號嵩東，河南開封府禹州（今禹州市）人，民籍，明朝政治人物。

## 生平
河南鄉試第二十一名，隆慶五年（1571年）登辛未科會試第三百八十名，三甲二百二十七名進士。大理寺觀政，授宁晋知县，萬曆元年（1573年）调任直隸曲周縣知縣，五年七月行取江西道監察御史，六年巡按辽东，八年巡按福建，十年七月升四川右参议，十一年考察降用，十五年考察降调，丁憂。

## 家族
曾祖父安永達，知縣；祖父安觀；父安大法，母王氏。慈侍下。